# Sygehusapotek Fyn
Sygehusapotek Fyn (tidligere Centralapoteket Fyns Amt) er et af de i alt fem sygehusapoteker i Region Syddanmark og er offentligt ejet af regionen. Sygehusapoteket er en sygehusafdeling beliggende på Odense Universitetshospital. Derudover har hospitalsapoteket fire underafdelinger på de fynske sygehuse i Nyborg, Faaborg, Svendborg og Middelfart.
Hospitalsapoteket ledes overordnet af sygehusapoteker Lisbeth Muurholm. Sygehusapotekets fire underafdelinger styres af afdelingsfarmakonomer og afdelingsfarmaceuter.
Sygehusapoteket Fyn beskæftiger omkring 150 medarbejdere, som er farmakonomer, farmaceuter, defektricer, apoteksmedhjælpere, laboranter, apoteksportører og hospitalsmedhjælpere.
Hospitalsapoteket udfører klinisk farmaci, rationel farmakoterapi, lægemiddelfremstilling, medicinservice og vejleder læger og sygeplejepersonale i forbindelse med ordination og administration af lægemidler til sygehusenes patienter. Apoteket har også ansvar for at indkøbe, fremstille og levere lægemidler til sygehusene på Fyn.
Sygehusapoteket samarbejder med Det Farmaceutiske Fakultet og Farmakonomskolen om hhv. farmaceut- og farmakonomuddannelsen, idet sygehusapoteket løbende modtager farmaceutstuderende og farmakonomelever på praktik- og studieophold.

## Eksterne kilder, links og henvisninger
- Sygehusapotek Fyns hjemmeside